# Јарослава
Јарослава је женски облик имена Јарослав и користи се у Србији, Чешкој, Словачкој и Пољској.

## Имендани
Имендани се славе у Чешкој 1. јула и у Словачкој 26. априла.

## Популарност
У Словенији је 2007. ово име било на 1.970. месту по популарности.